# Jan Johannes Blanksma

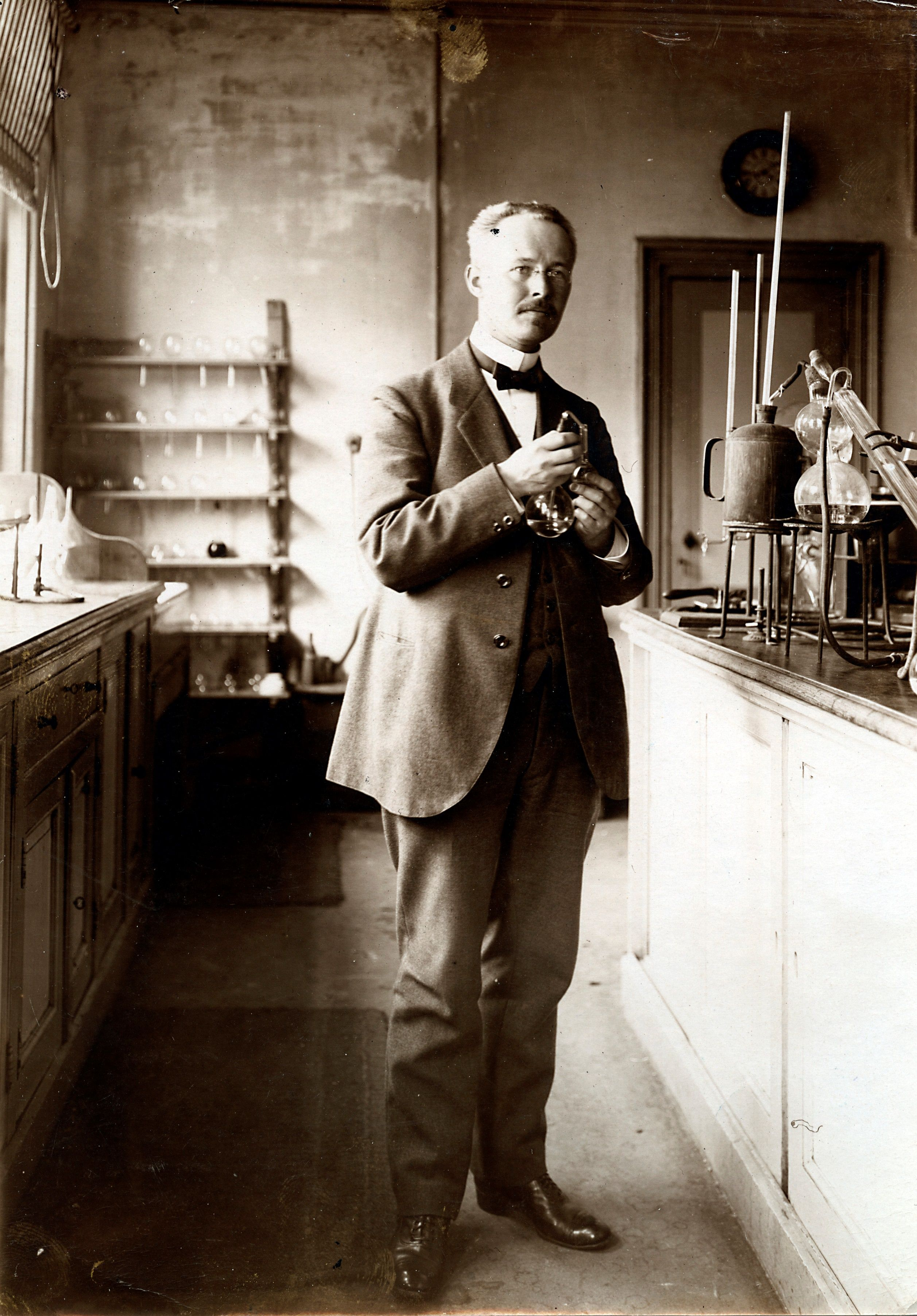
Jan Johannes Blanksma

Jan Johannes Blanksma (* 24. Januar 1875 in Pingium; † 22. August 1950 in Leiden) war ein niederländischer Chemiker.

## Leben
Jan Johannes Blanksma war Sohn des Johannes Lieuwe Blaksma (* 20. Oktober 1849 in Pingjum; † 1. Februar 1919 ebd.) und Tjamkje Jan Buwalda (* 27. Juni 1851 in Wimarsum; † 17. April 1945 in Pingjum). Von 1888 bis 1893 besuchte er die höheren Bürgerschulen in Harlingen und Leeuwarden. 1894 bezog er die Universität von Amsterdam, wo er Schüler von Hendrik Willem Bakhuis Roozeboom und Cornelis Adriaan Lobry van Troostenburg de Bruyn wurde. 1900 promovierte er in Amsterdam mit der Arbeit Bijdrage tot de kennis der organische zwavelverbindingen (deutsch: Beiträge zur Kenntnis von organischen Schwefelverbindungen) zum Doktor der Chemie und arbeitete als Assistent am Laboratorium für organische Chemie in Amsterdam. 
1902 wechselte er an das Laboratorium im niederländischen Finanzdepartement, wo er unter Willem Alberda van Ekenstein arbeitete und habilitierte sich 1904 als Privatdozent an der Amsterdamer Universität. Während jener Zeit arbeitete er vor allem auf dem Gebiet der Zuckerverbindungen und legte mit seiner Arbeit die Grundlagen für den Kunsthonig. Auch arbeitete er auf dem Gebiet der Explosivstoffe, wobei er sich vor allem Versuchen mit der Pikrinsäure widmete. Viele seiner Untersuchungen wurden in den wissenschaftlichen Zeitschriften und Journalen seiner Zeit veröffentlicht. So publizierte er unter anderem in der Zeitschrift der königlich niederländischen Akademie der Wissenschaften, den Berichten der deutschen chemischen Gesellschaft, den Berichten der traveaux Chimiques des Pays Bas et de la Belgique und dem Chemisch Weekblad. 
Am 23. September 1914 berief man ihn auf die Professur der organischen und pharmazeutischen Chemie an der Universität Leiden, welche Aufgabe er am selben Tag mit der Einführungsrede Synthese van organische natuurproductie (deutsch: Synthese von organischen natürlichen Produkten) antrat. Hier wurde er im Akademiejahr 1931/32 zum Rektor der Alma Mater gewählt, wozu er am 9. Februar 1932 die Rektoratsrede De invloed der organische scheikunde op de menschelijke samenleving (deutsch: Der Einfluss der Chemie auf die Menschliche Gesellschaft) hielt. Am 17. September 1945 wurde er aus seiner Professur emeritiert und verstarb fast fünf Jahre später. 
Blanksma verheiratete sich am 18. Juli 1922 in Amsterdam mit Jacoba Reineker (* 31. Juli 1891 in Amsterdam; † 22. April 1971 in Heemstede), Tochter des Jacobus Reineker (* 12. April 1867 in Amsterdam) und dessen Frau Geertruida Schutte (* 12. April 1867 in Amsterdam). Aus der Ehe sind keine Kinder bekannt.